# Хмельник (річка)
Хмельник (рос. Р. Омельницкая, Хмельник) — річка в Україні у Бериславському районі Херсонської області. Лівий рукав річки Козацької (басейн Дніпра).

## Опис
Довжина річки приблизно 4,97 км, найкоротша відстань між витоком і гирлом — 3,35  км, коефіцієнт звивистості річки — 1,48 .

## Розташування
Витікає з річки Козацької на південній околиці села Одрадокам'янки. Тече переважно на південний захід і на південно-східній стороні від села Миколаївки впадає у Сабецький лиман.

## Цікаві факти
- Річка тече заболоченою місциною[2].
- Від витоку річки на північно-східній стороні на відстані приблизно 4 км пролягає автошлях Р47[3] (автомобільний шлях регіонального значення на території України. Проходить територією Херсонської області через Херсон — Нову Каховку — Таврійськ — Каховку — Асканію Нову — Новотроїцьке — Генічеськ).